# Time (album de Mercyful Fate)
Pour les articles homonymes, voir Time.
Albums de Mercyful Fate
The Bell Witch EP
(1994) Into the Unknown
(1996)
Time est le quatrième album du groupe danois Mercyful Fate. Il confirme la reformation du groupe, un an après l'album In the Shadows, et la sortie en 1994 de l'EP The Bell Witch. Il reste l'album le plus abordable du groupe, grâce à sa production claire et ses mélodies.

## Liste des titres
Toutes les paroles sont écrites par King Diamond.
| No  | Titre                 | Musique                      | Durée |
| --- | --------------------- | ---------------------------- | ----- |
| 1.  | Nightmare Be Thy Name | King Diamond, Michael Denner | 3:29  |
| 2.  | Angel of Light        | King Diamond                 | 3:37  |
| 3.  | Witches' Dance        | King Diamond                 | 4:47  |
| 4.  | The Mad Arab          | Hank Shermann                | 4:42  |
| 5.  | My Demon              | King Diamond                 | 4:42  |
| 6.  | Time                  | King Diamond                 | 4:22  |
| 7.  | The Preacher          | Hank Shermann                | 3:29  |
| 8.  | Lady in Black         | King Diamond                 | 3:49  |
| 9.  | Mirror                | Michael Denner               | 3:19  |
| 10. | The Afterlife         | Hank Shermann                | 4:32  |
| 11. | Castillo del Mortes   | Hank Shermann                | 6:14  |

## Composition du groupe
- King Diamond - Chant, Clavecin, Clavier
- Hank Shermann - Guitares
- Michael Denner - Guitares
- Sharlee D'Angelo - Basse
- Snowy Shaw - Batterie